# Тремп
Тремп (кат. Tremp) - муніципалітет, розташований в Автономній області Каталонія, в Іспанії. Код муніципалітету за номенклатурою Інституту статистики Каталонії - 252347. Знаходиться у районі (кумарці) Паляс-Жуса (коди району - 25 та PJ) провінції Лєйда, згідно з новою адміністративною реформою перебуватиме у складі Баґарії (округи) Ал Пірінеу і Аран. 

## Населення
Населення міста (у 2007 р.) становить 6.022 особи (з них менше 14 років - 13,4%, від 15 до 64 - 62,5%, понад 65 років - 24,1%). У 2006 р. народжуваність склала 48 осіб, смертність - 66 осіб, зареєстровано 19 шлюбів. У 2001 р. активне населення становило 2.231 особа, з них безробітних - 125 осіб.

Серед осіб, які проживали на території міста у 2001 р., 4.165 народилися в Каталонії (з них 2.910 осіб у тому самому районі, або кумарці), 788 осіб приїхало з інших областей Іспанії, а 239 осіб приїхало з-за кордону. 

Університетську освіту має 12,8% усього населення. 

У 2001 р. нараховувалося 2.023 домогосподарства (з них 27,7% складалися з однієї особи, 28,7% з двох осіб,18,1% з 3 осіб, 17,6% з 4 осіб, 5,5% з 5 осіб, 1,8% з 6 осіб, 0,1% з 7 осіб, 0,2% з 8 осіб і 0,1% з 9 і більше осіб).

Активне населення міста у 2001 р. працювало у таких сферах діяльності : у сільському господарстві - 6,6%, у промисловості - 11,2%, на будівництві - 15,5% і у сфері обслуговування - 66,7%. 

 У муніципалітеті або у власному районі (кумарці) працює 2.057 осіб, поза районом - 599 осіб.

### Доходи населення
У 2002 р. доходи населення розподілялися таким чином :
| \| Доходи населення за статтями доходів \| Доходи населення за статтями доходів \| Доходи населення за статтями доходів \| \| Рік \| 2002 р. \| 2001 р. \| \| ------------------------------------ \| ------------------------------------ \| ------------------------------------ \| \| Заробітна платня \| 54,3% \| 55,6% \| \| Доходи від ведення бізнесу \| 27,7% \| 26,7% \| \| Соціальна допомога \| 17,9% \| 17,7% \| |         |         |
| Доходи населення за статтями доходів |         |         |
| Рік | 2002 р. | 2001 р. |
| Заробітна платня | 54,3%   | 55,6%   |
| Доходи від ведення бізнесу | 27,7%   | 26,7%   |
| Соціальна допомога | 17,9%   | 17,7%   |

### Безробіття
У 2007 р. нараховувалося 128 безробітних (у 2006 р. - 144 безробітних), з них чоловіки становили 37,5%, а жінки - 62,5%.

## Економіка
У 1996 р. валовий внутрішній продукт розподілявся по сферах діяльності таким чином :
| \| Валовий внутрішній продукт \| Валовий внутрішній продукт \| Валовий внутрішній продукт \| \| Рік \| 1996 р. \| 1991 р. \| \| -------------------------- \| -------------------------- \| -------------------------- \| \| Сільське господарство \| 4,2% \| 7,6% \| \| Промисловість \| 14,8% \| 17,3% \| \| Будівництво \| 11,2% \| 11,8% \| \| Послуги \| 69,8% \| 63,2% \| |         |         |
| Валовий внутрішній продукт |         |         |
| Рік | 1996 р. | 1991 р. |
| Сільське господарство | 4,2%    | 7,6%    |
| Промисловість | 14,8%   | 17,3%   |
| Будівництво | 11,2%   | 11,8%   |
| Послуги | 69,8%   | 63,2%   |

### Підприємства міста

#### Промислові підприємства
| \| Промислові підприємства міста, за сферою діяльності \| Промислові підприємства міста, за сферою діяльності \| Промислові підприємства міста, за сферою діяльності \| \| Рік \| 2002 р. \| 2001 р. \| \| --------------------------------------------------- \| --------------------------------------------------- \| --------------------------------------------------- \| \| Енергетичні та водні ресурси \| 7,1% \| 7,3% \| \| Хімія та метали \| 7,1% \| 7,3% \| \| Переробка металів \| 21,4% \| 19,5% \| \| Продукти харчування \| 33,3% \| 34,1% \| \| Текстиль \| 4,8% \| 4,9% \| \| Виробництво меблів, видання \| 23,8% \| 24,4% \| \| Інше \| 2,4% \| 2,4% \| \| Усього підприємств \| 42 \| 41 \| |         |         |
| Промислові підприємства міста, за сферою діяльності |         |         |
| Рік | 2002 р. | 2001 р. |
| Енергетичні та водні ресурси | 7,1%    | 7,3%    |
| Хімія та метали | 7,1%    | 7,3%    |
| Переробка металів | 21,4%   | 19,5%   |
| Продукти харчування | 33,3%   | 34,1%   |
| Текстиль | 4,8%    | 4,9%    |
| Виробництво меблів, видання | 23,8%   | 24,4%   |
| Інше | 2,4%    | 2,4%    |
| Усього підприємств | 42      | 41      |

#### Роздрібна торгівля
| \| Підприємства роздрібної торгівлі міста, за сферою діяльності \| Підприємства роздрібної торгівлі міста, за сферою діяльності \| Підприємства роздрібної торгівлі міста, за сферою діяльності \| \| Рік \| 2002 р. \| 2001 р. \| \| ------------------------------------------------------------ \| ------------------------------------------------------------ \| ------------------------------------------------------------ \| \| Продукти харчування \| 29,5% \| 31% \| \| Одяг та взуття \| 19,2% \| 19,7% \| \| Товари для дому \| 15,8% \| 14,8% \| \| Книги та періодичні видання \| 3,4% \| 3,5% \| \| Промислова хімічна продукція \| 9,6% \| 9,9% \| \| Продукція, пов'язана з транспортними засобами \| 4,8% \| 4,2% \| \| Інше \| 17,8% \| 16,9% \| \| Усього підприємств \| 146 \| 142 \| |         |         |
| Підприємства роздрібної торгівлі міста, за сферою діяльності |         |         |
| Рік | 2002 р. | 2001 р. |
| Продукти харчування | 29,5%   | 31%     |
| Одяг та взуття | 19,2%   | 19,7%   |
| Товари для дому | 15,8%   | 14,8%   |
| Книги та періодичні видання | 3,4%    | 3,5%    |
| Промислова хімічна продукція | 9,6%    | 9,9%    |
| Продукція, пов'язана з транспортними засобами | 4,8%    | 4,2%    |
| Інше | 17,8%   | 16,9%   |
| Усього підприємств | 146     | 142     |

#### Сфера послуг
| \| Підприємства міста, що працюють у сфері послуг, за діяльністю \| Підприємства міста, що працюють у сфері послуг, за діяльністю \| Підприємства міста, що працюють у сфері послуг, за діяльністю \| \| Рік \| 2002 р. \| 2001 р. \| \| ------------------------------------------------------------- \| ------------------------------------------------------------- \| ------------------------------------------------------------- \| \| Гуртова торгівля \| 12,4% \| 12,8% \| \| Готелі та готельний бізнес \| 20% \| 19,8% \| \| Транспорт та зв'язок \| 12,8% \| 15,2% \| \| Посередницькі фінансові послуги \| 5,6% \| 5,8% \| \| Послуги підприємствам \| 3,6% \| 3,7% \| \| Послуги фізичним особам \| 36,4% \| 35,4% \| \| Нерухомість та ін. \| 9,2% \| 7,4% \| \| Усього підприємств \| 250 \| 243 \| |         |         |
| Підприємства міста, що працюють у сфері послуг, за діяльністю |         |         |
| Рік | 2002 р. | 2001 р. |
| Гуртова торгівля | 12,4%   | 12,8%   |
| Готелі та готельний бізнес | 20%     | 19,8%   |
| Транспорт та зв'язок | 12,8%   | 15,2%   |
| Посередницькі фінансові послуги | 5,6%    | 5,8%    |
| Послуги підприємствам | 3,6%    | 3,7%    |
| Послуги фізичним особам | 36,4%   | 35,4%   |
| Нерухомість та ін. | 9,2%    | 7,4%    |
| Усього підприємств | 250     | 243     |

## Житловий фонд
У 2001 р. 5,1% усіх родин (домогосподарств) мали житло метражем до 59 м2, 27,8% - від 60 до 89 м2, 46,5% - від 90 до 119 м2 і
20,5% - понад 120 м2.

З усіх будівель у 2001 р. 54,6% було одноповерховими, 20,4% - двоповерховими, 10,4
% - триповерховими, 8,1% - чотириповерховими, 4% - п'ятиповерховими, 1,3% - шестиповерховими,
0,3% - семиповерховими, 0,8% - з вісьмома та більше поверхами.

## Автопарк
| \| Автомобілі, зареєстровані у місті, за призначенням \| Автомобілі, зареєстровані у місті, за призначенням \| Автомобілі, зареєстровані у місті, за призначенням \| \| Рік \| 2006 р. \| 2005 р. \| \| -------------------------------------------------- \| -------------------------------------------------- \| -------------------------------------------------- \| \| Приватні автомобілі \| 65,6% \| 66,3% \| \| Мотоцикли \| 5,1% \| 4,9% \| \| Вантажівки \| 24,3% \| 24,1% \| \| Трактори \| 0,5% \| 0,5% \| \| Автобуси та ін. \| 4,5% \| 4,2% \| \| Усього автомобілів \| 4.017 шт. \| 3.844 шт. \| |           |           |
| Автомобілі, зареєстровані у місті, за призначенням |           |           |
| Рік | 2006 р.   | 2005 р.   |
| Приватні автомобілі | 65,6%     | 66,3%     |
| Мотоцикли | 5,1%      | 4,9%      |
| Вантажівки | 24,3%     | 24,1%     |
| Трактори | 0,5%      | 0,5%      |
| Автобуси та ін. | 4,5%      | 4,2%      |
| Усього автомобілів | 4.017 шт. | 3.844 шт. |

## Вживання каталанської мови
У 2001 р. каталанську мову у місті розуміли 96,5% усього населення (у 1996 р. - 97,1%), вміли говорити нею 84,3% (у 1996 р. - 
89,4%), вміли читати 82,4% (у 1996 р. - 81,4%), вміли писати 66,5
% (у 1996 р. - 46,8%). Не розуміли каталанської мови 3,5%.

## Політичні уподобання
У виборах до Парламенту Каталонії у 2006 р. взяло участь 2.511 осіб (у 2003 р. - 2.906 осіб). Голоси за політичні сили розподілилися таким чином:
| \| Вибори до Парламенту Каталонії \| Вибори до Парламенту Каталонії \| Вибори до Парламенту Каталонії \| \| Рік \| 2006 р. \| 2003 р. \| \| -------------------------------------- \| ------------------------------ \| ------------------------------ \| \| Конвергенція та Єднання (CiU) \| 39,9% \| 41,9% \| \| Соціалістична партія Каталонії (PSC) \| 29,4% \| 29,7% \| \| Народна партія (PP) \| 7,3% \| 8,2% \| \| Ініціатива за зелену Каталонію (IC) \| 7,3% \| 3,7% \| \| Республіканська лівиця Каталонії (ERC) \| 14,5% \| 15,8% \| \| Громадянська партія (C's) \| 0,4% \| 0% \| \| Інші \| 1,2% \| 0,7% \| |         |         |
| Вибори до Парламенту Каталонії |         |         |
| Рік | 2006 р. | 2003 р. |
| Конвергенція та Єднання (CiU) | 39,9%   | 41,9%   |
| Соціалістична партія Каталонії (PSC) | 29,4%   | 29,7%   |
| Народна партія (PP) | 7,3%    | 8,2%    |
| Ініціатива за зелену Каталонію (IC) | 7,3%    | 3,7%    |
| Республіканська лівиця Каталонії (ERC) | 14,5%   | 15,8%   |
| Громадянська партія (C's) | 0,4%    | 0%      |
| Інші | 1,2%    | 0,7%    |

У муніципальних виборах у 2007 р. взяло участь 2.735 осіб (у 2003 р. - 3.005 осіб). Голоси за політичні сили розподілилися таким чином:
| \| Муніципальні вибори \| Муніципальні вибори \| Муніципальні вибори \| \| Рік \| 2007 р. \| 2003 р. \| \| -------------------------------------- \| ------------------- \| ------------------- \| \| Конвергенція та Єднання (CiU) \| 29,5% \| 34,9% \| \| Соціалістична партія Каталонії (PSC) \| 43,7% \| 40,2% \| \| Народна партія (PP) \| 5% \| 8,4% \| \| Ініціатива за зелену Каталонію (IC) \| 5,1% \| 0% \| \| Республіканська лівиця Каталонії (ERC) \| 16,6% \| 16,5% \| \| Громадянська партія (C's) \| 0% \| 0% \| \| Інші \| 0% \| 0% \| |         |         |
| Муніципальні вибори |         |         |
| Рік | 2007 р. | 2003 р. |
| Конвергенція та Єднання (CiU) | 29,5%   | 34,9%   |
| Соціалістична партія Каталонії (PSC) | 43,7%   | 40,2%   |
| Народна партія (PP) | 5%      | 8,4%    |
| Ініціатива за зелену Каталонію (IC) | 5,1%    | 0%      |
| Республіканська лівиця Каталонії (ERC) | 16,6%   | 16,5%   |
| Громадянська партія (C's) | 0%      | 0%      |
| Інші | 0%      | 0%      |